# Фридель, Жорж
Жорж Фридель (фр. Georges Friedel; 19 июля 1865 — 11 декабря 1933) был французским минералогом и кристаллографом.

## Биография
Жорж был сыном известного химика Шарля Фриделя. Прадедушкой Жоржа был Жорж Луи Дювернуа, который заведовал кафедрой сравнительной анатомии в Национальном музее естественной истории (Париж) с 1850 по 1855 года.
В 1885—1887 годах Жорж обучался в Политехнической школе (Париж), в 1887—1891 годах — в  Школе горных инженеров, где был студентом Франсуа Эрнест Маллара и своего отца. После окончания два года провёл на административной работе, а в 1893 году стал преподавателем Школы горных инженеров (École Nationale des Mines) в Сент-Этьене. В 1907 году стал её директором. Фридель преподавал физику, металлургию, минералогию, геологию, методы анализа. 
После первой мировой войны возглавлял Институт геологических наук Страсбургского университета. В 1930 годы вышел на пенсию.
Был женат и имел 5 детей. Сын Эдмонд занимался вместе с ним жидкими кристаллами.

## Научная деятельность
Фридель занимался описательной минералогией, теоретической и экспериментальной кристаллографией. В 1907 году начал изучать жидкие кристаллы.
Предположение, что твердое тело и жидкость являются соседними состояниями вещества было опровергнуто Ф. Рейнитцером в 1888 году, когда он обнаружил мутную мезофазу Cholesteryl benzoate между 145.5°C и 178.5°C. В 1922 году Фридель написал работу «Мезоморфные состояния вещества». В этой двухсотстраничной работе было введено много терминов, использующихся в современной физике мезофаз.
В 1931 году опубликовал совместно со своим сыном Э. Фриделем результаты своих рентгеноструктурных исследований: «Физические свойства мезофаз в общем, и их важность в схеме классификации».

## Важные публикации
- Groupements cristallins (1904)
- Études sur les lois de Bravais (1907)
- Les états mésomorphes de la matière (1922)